# Dotknięci
Dotknięci – polski film fabularny w reżyserii Wiesława Saniewskiego z roku 1989; na motywach opowiadania Andrzeja Kijowskiego pt. Oskarżony.

## Obsada
- Piotr Fronczewski – Jan Milewski
- Ewa Błaszczyk – piosenkarka Maria (kochanka Jana),
- Ewa Wiśniewska – Joanna Milewska (żona Jana)
- Joanna Trzepiecińska – Wanda (córka Milewskich)
- Zbigniew Zamachowski – Piotr (syn Milewskich)
- Aleksander Bardini – doktor Kazimierz Czerwiński
- Olgierd Łukaszewicz – doktor Kramer
- Marek Frąckowiak – dziekan Leon
- Henryk Niebudek – SB-ek na uniwersytecie
- Marian Opania – aktor występujący z Marią
- Andrzej Szczepkowski – ksiądz Karol
- Agnieszka Wagner – Oleńka (dziewczyna Piotra),
- Krystyna Harasimowicz-Królikiewicz
- Marta Klubowicz – Cecylka (pacjentka szpitala psychiatrycznego)
- Katarzyna Skolimowska – pielęgniarka w szpitalu psychiatrycznym
- Grażyna Wolszczak
- Józef Fryźlewicz – prokurator oskarżający Jana
- Ryszard Kotys – pracownik kliniki doktora Czerwińskiego
- Krzysztof Kumor – obrońca Jana
- Wiesław Nowosielski
- Jolanta Bujnowska
- Ryszard Jabłoński
- Krzysztof Kalczyński – lekarz pogotowia
- Marek Kępiński
- Elżbieta Kilarska
- Agnieszka Kumor
- K. Makowska
- Juliusz Rodziewicz
- Robert Rogalski
- Bogusław Stokowski – pielęgniarz w szpitalu psychiatrycznym
- Bogdan Szczesiak – pielęgniarz w szpitalu psychiatrycznym
- Andrzej Szenajch – pacjent szpitala psychiatrycznego
- Tadeusz Szymków – Szymek, pacjent szpitala psychiatrycznego
- Krystyna Wolańska

oraz
- Jacek Domański – lekarz pogotowia wiozący do szpitala Oleńkę (nie występuje w czołówce),
- Przemysław Gintrowski – akompaniator Marii (nie występuje w czołówce)